# 江北人
江北人（上海话拼音：kkangboknhin，发音：[kɑ̃̋pōʔȵi᷆n]）指江苏省内長江以北部分地区的人，又称苏北人，傳統上是苏南 、上海的吴语使用者对江蘇省的江淮官话使用者（大部分来源于長江以北）的称呼。
20世紀40年代，大量江北難民湧入江南地區（蘇南、上海）从事较低层次的工作，受到上流的排斥。出于歧视心理，部分苏南及上海人创造了“江北人”这一称谓。
随着近年来苏北经济的振兴与人们对历史的反思，多数受过教育的人已逐渐抛弃了这一称呼。